# マルハーゲ帝国
マルハーゲ帝国（マルハーゲていこく）は、澤井啓夫の漫画『ボボボーボ・ボーボボ』『真説ボボボーボ・ボーボボ』に登場する架空の西暦300X年の世界の帝国。なお、テレビアニメでは諸般の事情により、マルガリータ帝国の名前に変更されている。
- ツル・ツルリーナ4世率いる世代については#4世世代を参照
- ツル・ツルリーナ3世率いる作中の100年前の世代については#3世世代を参照。
- ハイドレートの起こした反乱組織についてはボボボーボ・ボーボボの登場キャラクター#裏マルハーゲ帝国を参照
- ツル・ツルリーナ3世が作中の1年後（『真説ボボボーボ・ボーボボ』）にて新たに築いた国については#ネオマルハーゲ帝国を参照

## マルハーゲ帝国
全地球を支配する帝国。100年前は弱小国であったが、ツル・ツルリーナ3世ら率いる毛狩り隊により4日で大帝国にのし上がった。以後100年の間、各地の反乱を抑え圧政を続けている。50年に一度行われる次期皇帝決定戦により支配者が決定するとされる（ただし、第3代皇帝と第4代皇帝の間の空白期がどうなっていたのかは不明）。テレビアニメ版ではマルガリータ帝国となっている。

### 4世世代
ここでは、「4世世代」とも呼ばれる、物語開始時点で現行であるマルハーゲ帝国の一員を挙げる。第1話の組織図によれば、皇帝の直下に「マルハーゲ四天王」が、「マルハーゲ四天王」の下に「毛狩り隊総合本部」と「暗殺部隊」があり、「毛狩り隊総合本部」の下に「毛狩り隊A〜Gブロック」と「大岩さん」（未登場）が属している。さらに、「毛狩り隊A〜Gブロック」の下に「営業部」「宣伝部」「毛狩り隊H〜Zブロック」があり、「宣伝部」の下に「広報部」が存在する。
3世世代の復活時には立場上従ったが、4世の皇帝の地位は変わっていない。後に次期皇帝決定戦中に裏マルハーゲ帝国が台頭したことで4世が逃亡したため事実上乗っ取られた形となり、裏マルハーゲ帝国がボーボボたちに倒されたことによって、マルハーゲ帝国は完全に崩壊した。

#### 皇族・側近
ツル・ツルリーナ4世（ツル・ツルリーナよんせい）
声 - 松野太紀
マルハーゲ帝国の第4代皇帝。
実は新婚。30年前にハイドレートが生まれたときはまだ子供だった。3世とは特に血縁では無い模様。
ギガがツルリーナ4世に並ぶ力を持つと説明されているが、彼自身の実力は不明（ただ、本人は新皇帝決定戦開始前に「オレもじきに宇宙エネルギーが貯まるとこだ」と言っている）。新皇帝決定戦がハイドレート率いる裏マルハーゲ帝国に乗っ取られた際には（自転車で）激走&逃走し国を放棄する。しかし、また最大最強の帝国を築き上げようと目論んでいる。
『真説』では登場しないが、最終回でマルハーゲ帝国と大ピーマン帝国が手を組んでいることが判明しており、4世の関わりが示唆されている。
マコちゃん
ツル・ツルリーナ4世の愛妻。
元から人とかけ離れた宇宙人系の姿をしていたが、4世から何かを吸って、もはや怪物としか言いようがない姿になる。当の4世いわく、「最強の切り札」なのだが、ハイドレート出現の際には4世とともにあっさり逃亡し、チャリよりも早く走っていた。
オクトパスカル
声 - 岸尾だいすけ
ツルリーナ4世の側近。
タコウィンナーのような姿をしている。
3世世代のコールドスリープ装置が壊れかけていたので、ガムテープで封印していた。新皇帝決定戦のためのバッジのデザインを考えたのは彼。ハイドレート出現の際にはともに逃走し、4世たちのためにお弁当も作っている。
ハイドレート
10年前、ツルリーナ4世によって闇の世界へ追放された4世の弟。
地上世界へ復活した際、一時的だが第5代皇帝ツル・ツルリーナ5世を名乗る。

マルハーゲ帝国の最高位
ツルリーナ4世とハイドレートの親。
言葉でしか語られておらず、性別も含め全て詳細不明で、第3代皇帝ツル・ツルリーナ3世との関係も不明。
30年前にハイドレートが生まれた時から、ツルリーナ4世を帝王、ハイドレートをその下僕として育てた。
ハイドレートが7歳の時に真拳使いの指導者である地雷ダンディを教育係に命じ、4世を守るための真拳を身につけさせたのも彼（あるいは彼女）だと思われる。

#### 毛狩り隊
帝国直属の特殊部隊。4世世代の毛狩り隊は、ツルリーナ4世が毛の王国に対抗するため数十年前に結成した組織である。

#### マルハーゲ四天王
ツル・ツルリーナ4世直属の幹部。テレビアニメ版ではマルガリータ四天王となっている。最終的には全員ボーボボ、首領パッチによって敗北。
軍艦（ぐんかん）
声 - 大友龍三郎 / 長嶝高士（ハジけ祭）/ 子供時代 - 吉田小南美
巨大なリーゼントスタイルをした男。28歳。身長220cm前後。水戸市出身。鼻毛真拳を「悪の力」として改造した我流鼻毛真拳の使い手。弟にゴイスーがいる。
幼少の頃ボーボボと共に鼻毛真拳を学んでいたが、毛の王国の人間でないことから鼻毛真拳を伝承できなかった事で毛の王国を恨んでいる。
『第一部』ではヘッポコ丸の故郷「プップーシティ」を滅ぼし、その生き残りであるヘッポコ丸にたびたび追手を差し向けていた。その後、ふとしたきっかけでかつての親友ボーボボと再会し、マルハーゲ帝国の一員として対峙することとなる。ビュティを人質に取ることでボーボボ一行を自らの基地「ポマードリング」に誘い込むが、後にバビロン界で己の弱点を克服したボーボボとの対決に敗れる事となる（なお、作者が連載前に考えていた本作のストーリーはここまで）。その後、同じく四天王の1人であるOVERの制裁を受け、髪の毛を全て狩られたり（『爆闘ハジケ大戦』では、これを踏まえたうえで、かつらをかぶって登場した）、新皇帝決定戦に参戦するもハイドレート復活の12番目の生け贄にされかけたり（ボーボボによって阻止され、リーゼントが浮遊城ヤミキングへ繋がる道となる）するなど、再登場するたびにロクな目に遭っておらず、ボーボボからもその存在を抹消するような態度を度々取られる。アニメでは再登場以降、登場しても台詞がない。
『真説』では、スズとともに東京マルハーゲ23区のネオ足立区にある「永久監禁労働場」に収容されていたところ、スズ・ギガ・田楽マンとともに反逆を起こすが、黄泉への案内屋GURAさんにより返り討ちに遭い鎮静化された。最終話ではマルハーゲ同窓会に出席している。
読みきり版ではボーボボの仲間として登場。アニメ初代オープニング、初代エンディングではボーボボの仲間のような描写で登場していた。
プルプー
声 - 高戸靖広
マルハーゲ四天王の一人。乗り物に乗っている。
性格は残忍で、軍艦よりも高い戦闘能力を持つと自称する。イグアナ村にてボーボボ一行と対峙し、部下のラムネ、禁煙と共に襲いかかるが、首領パッチの秘めたる実力の前に一撃で倒される。その後OVERによる制裁で毛を全て狩られている。後に新皇帝決定戦に参戦するも、ハイドレート復活の6番目の生け贄にされる。
『真説』では最終話のマルハーゲ同窓会に登場。
口癖は「死刑」（アニメでは「消えろ」）。マイケル・ジャクソンのモノマネが微妙。
『爆闘ハジケ大戦』では、四天王で唯一、ブドウ大会に出ていない。
OVER（オーバー）
声 - 杉田智和 / 谷山紀章（爆闘ハジケ大戦・脱出!!ハジケ・ロワイアル）
「マルハーゲ四天王最凶」と言われる男で、鋏による直接攻撃型の極悪斬血真拳の使い手。25歳。その正体は魚雷ガール。

魚雷ガール（ぎょらいガール）
声 - 西川宏美 / 村岡宏美（ハジけ祭・特典DVD）
マルハーゲ四天王の一人のOVERの真の姿。性別は女性。魚雷をモチーフにした謎の生物で、突進型の極悪斬血真拳の使い手。28歳。

ハレクラニ
声 - 三木眞一郎 / 森田成一（爆闘ハジケ大戦・脱出!!ハジケ・ロワイアル）
「マルハーゲ四天王最強」と言われる男で、金を操るゴージャス真拳の使い手。緑の髪に碧眼。冷静で高飛車な性格。遊園地「ハレルヤランド」の経営者で、金にならないアトラクションは客ごと吹き飛ばす金の亡者。少年時代は貧乏で、その時の金に対する執着が後にゴージャス真拳を編み出した。金より大事な物があることを分からせるためにボーボボが放った鼻毛真拳超絶奥義「ワンダフル鼻毛7DAYS」に敗れる。金のパワーで戦うという真拳の性質上、自身の資産が集中するハレルヤランドでは大幅にパワーアップすることができる。逆に金を取られすぎると理性を失い、額に逆さまの「金」という漢字が浮かび上がり、鎧を羽付きの金に変え吹き飛ばすノーマネーモードになる。新皇帝決定戦ではボーボボに借りを返す形で闇との対決に協力する。ビュティを助けるなどの一面を見せた。『真説』では、最終話のマルハーゲ同窓会に登場。OVER/魚雷ガールとは過去に面識があり、裏マルハーゲ帝国編で魚雷ガールと会った際にはお茶を薦めていた。
好きな外国はハワイ。好物は高級ステーキ。総資産は無限。前職は銀行員。名前の由来はハワイにあるホテルの名前から。

##### 軍艦の配下
スズ
声 - 山崎和佳奈 / 榎本温子（ハジけ祭）
軍艦の部下の女性。男勝りな口調で話すが、ボーボボ一行には敬語を使う。『第1部』時点で18歳。テレポートやサイコキネシスなどの超能力が扱え、単身で毛狩り隊Bブロック基地を壊滅させるほど強い。性格は生真面目で素直だが、真面目が過ぎて軍艦に「こんなキャラだったのか」と呆れられてしまうほどアホな行動を取ることもある。軍艦に忠誠を誓っており、当初はボーボボを本気で倒そうとするも、後半からボーボボたちには協力的になる。ボーボボも荒っぽい態度を見せるも気に入っている。軍艦の部下でありながら、ボーボボたちから軍艦より圧倒的に親切に扱われ、登場回数も多い（作者いわく、「仲間にしようとしたけどダメでした」とのこと）。またOVER城が崩壊した際には「命を奪うまでではない」とOVERを助けており、ボーボボ、首領パッチ、天の助を感激させた。アニメ版の2代目オープニングでも魚雷ガールを差し置きメインキャラクターのように描かれている。後に新皇帝決定戦に参戦するも、ハイドレート復活の9番目の生け贄にされる。
『真説』では軍艦とともに東京マルハーゲ23区のネオ足立区にある「永久監禁労働場」に監禁されており、軍艦、ギガ、田楽マンと共に反乱を起こすも、黄泉への案内屋GURAさんによって返り討ちに遭っている。その後最終話でマルハーゲ同窓会に出席。
誕生日は6月14日。AA型。特技はシーラカンスの踊り食いと首領パッチの変装（ボーボボからも精神病を疑われ、ビュティからも「それだけはやっちゃダメ」と言われるなど思い切りスベっていた）。作者の言葉によると、当初はこの作品の中でも重要な役割を果たすキャラクターの予定だったが、この漫画の性格によって見事にどうでもいいキャラになってしまったらしい。
お茶づけ星人（おちゃづけせいじん）
声 - 檜山修之 / 山口勝平（ハジけ祭）
軍艦の部下で、ヘッポコ丸を始末するために送り込まれた刺客。三つの目に無数の脚を持った正体不明の生物。必殺技はお茶づけビームで、これをくらった者はお茶づけが食いたくて堪らなくなる。戦闘中ボーボボのペースに巻き込まれ、そのままやられるでもなく姿を消していたが、Aブロック基地攻略の際、ボーボボとヘッポコ丸の結婚式に友人として招かれていた。
『真説』でも、寝ているボーボボのアフロの中に登場。
壁男（かべお）
声 - 長嶝高士
軍艦の部下で、ヘッポコ丸を始末するために送り込まれた刺客。巨大な体躯を持つ怪物で、敵を胴体に取り込みその者の能力を吸収する事ができる。
アイツ・ハゲ・タワー内でヘッポコ丸と対戦。その場にいたボーボボの存在を軍艦に報告するために撤退しようとするも、基地の爆発に巻き込まれる。
ドールマン
声 - 田中大文
小さな人形の姿をした軍艦の部下。人を人形に変えるドールビームを使う。この技はボーボボも使用できる。
ビュティを人形に変え、軍艦の人質としたが直後にボーボボの鼻毛真拳「That's吾郎」で瞬殺された。焼いて食うとほんのり甘いらしい。
軍艦五人衆（ぐんかんごにんしゅう）
ふんどし太郎（ふんどしたろう）
声 - 菅沼久義
軍艦五人衆の1人。ヘッポコ丸のかつての先輩でプップーシティを守るために軍艦たちと戦った。
軍艦の仲間になることを断ったため殺されたと思われていたが、軍艦五人衆の一員として登場する。結局その理由が明かされることはなかった。赤ふんを自在にあやつる能力を持ち、その風圧でオナラ真拳を封じることができる。ポマードリング内での対決でヘッポコ丸を圧倒し、さらにヘッポコ丸が首輪のせいで勝手に自滅した事で勝利を収める。
『真説』では、ヘッポコ丸の応援に駆けつけるも迷惑がられていた。
技は、「ヘリコプター」、「赤ふんの舞」、「赤ふんフェスティバル」、「赤ふんタイフーン」。
カレンダー
声 - 田中大文
当初は軍艦五人衆の1人として登場したが、後に五人衆ではなかったことが発覚する。散々カレンダーを捲らされた後、簡単にボーボボに敗れる。右目に傷がある。
6月7日（ろくがつなのか）
声 - 鳥海浩輔
軍艦五人衆の1人。普段はカレンダーの中に隠れている。カレンダーをお父さんと呼ぶ。カレンダーと違い鼻が長い。
聖鼻毛領域（ボーボボ・ワールド）で精神を開放しきれず死亡したが、ボーボボが待機場所へ帰ってきた時は何故かボーボボが負けているという極めて不条理な展開となった（アニメではボーボボが勝利したがその後原作同様に敗者席に座っていた）。
強そうな人（つよそうなひと）
声 - 園部啓一
軍艦五人衆の1人で、名前通り屈強な大男。首領パッチを瞬殺する。台詞は「KILL YOU」（アニメでは「1秒で倒す」）しかない。
ガム
軍艦五人衆の1人。キシリトール入り。天の助と「お腹をすかせた犬の腹を満たした方が勝ち」という食対決に挑み勝利する、というか食われたただのガム。マントと仮面で正体が伏せられていた頃は喋ったり空を飛んだりしていたが、マントを取った後のガムは一言もしゃべらず、天の助に普通に持ち上げられたりしても何の反応も返さなかった。アニメではヨーグルト味という設定になり、キシリトール入りという設定が削られた。
デスマスク
声 - 阪口大助 / 榎本温子（ハジけ祭）
軍艦五人衆の1人。名前や屈強な身体に似合わず可愛らしいリスの顔をしている。トップアイドル風香のファン。バビロン界では何故かボーボボと首領パッチのコントに巻き込まれたが十分にノッていた。本来ならポマードリング内でソフトンと対戦するはずだった。
バビロン界でボーボボと対峙し、ポマードリング内のボーボボの戦闘能力を見破りこれまでの奥義が通用しなかったが、鼻毛真拳奥義「ワキチョップ」に敗れた、まさにワキの甘いヤツ。
軍艦五人衆の六人目
マントと仮面姿で正体を隠していた軍艦五人衆の中に混じっていた、謎の人物。結局マントと仮面を取ることはなかったので正体は不明。登場直後に、軍艦によってポマードリングから本物の五人衆もろとも落とされる。この後、本物の五人衆と一緒に軍艦に助けられる。
魚雷ガール戦の「全宇宙鼻毛裁判」でおいて今まで登場したキャラクターの集合絵を背景に技を繰り出す場面において、軍艦五人衆とは別に仮面とマントの6人組が描かれている。電車のつり革は絶対に使おうとしないらしい。

##### プルプーの配下
ラムネ
声 - 塩山由佳
長髪の女性。プルプーいわく軍艦より強いが、首領パッチの秘めたる実力の前に一撃で倒される。最近の悩みはいい男がよってこないこと。冷酷な性格だが、その場で会った破天荒に一目惚れする一面もある。原作ではドラゴンボールの二星球と五星球を担いでいる。
『真説』の最終話では、マルハーゲ同窓会に出席している。
禁煙（きんえん、アニメではチョコチョコっと）
声 - 太田真一郎（ナレーションが代弁）
タバコの箱から手足が生えた外見をしており、中にも大量の意思を持ったタバコが入っている。学生時代は首領パッチと同級生だったらしい。原作ではドラゴンボールの一星球と四星球を担いでいる。
ラムネ共々、軍艦より強いらしいが、首領パッチの秘めたる実力の前に一撃で倒される。後に新皇帝決定戦に参戦するも、ハイドレート復活の10番目の生け贄にされる。
『真説』の最終話では、マルハーゲ同窓会に出席している。
アニメでは事情（各メディアの喫煙規制）により、姿が棒チョコの箱に変わっていた（中身も意思を持ったチョコになっていた）。

##### OVERの配下
OVER城御庭番（オーバーじょうおにわばん）
おちょぼ口くん（おちょぼぐちくん）
声 - 成田剣
OVER城御庭番の一人。名前とは裏腹に口が顔の大半を占めている。バリアーの術や隠れ身の術などの忍法を使う。
ボーボボとの忍法対決に敗れた後、忍法「口バキュームの術」で彼等をOVER城へワープさせ、N&Nsとメル友になる。
誕生日は3月15日。A型。
ガンプ
声 - 福原耕平
OVER城御庭番の一人。背中に羽が生えており空を飛べるが、本当の羽は頭に生えている触角らしい。幾多の敵を苦しめてきた天の助とボーボボの必殺技「ところ天マグナム」を、唯一呆れ顔で跳ね返した男。ボーボボのカレーパンを食った理由でイー・アル・キャンフー攻撃とボーボボと天の助とのタッグ技「マッスルドッキング」（バスターを組まれた部分は首領パッチ）さすがにビュティから「やりすぎだよ」とつっこんだ。
アニメでは権利関係からか、ガンプと首領パッチの上にそれぞれボーボボと天の助が上に乗り、そのまま落下する「組体操」に変更されている。
花屋になるのが幼稚園からの夢。その頃から花壇のヒマワリしか食べないため、いつでも栄養失調気味。最近はパンジーが好きらしい。
必殺5忍衆（ひっさつごにんしゅう）
ルビー
声 - 國府田マリ子
必殺5忍衆の紅一点。一緒に遊んだ人を無意識に洗脳できるブレインウォッシングという能力を持っている。見かけは少女のようで存在が痛い。金髪碧眼。
最後は天の助に諭されていた。かつてはおじさんに大人気のチャイドルだった。ブームが去った後は原宿にあるクレープ屋でバイトしているらしい。
新皇帝決定戦にてOVERとともに1コマだけ登場。隊長・幹部クラスのバッジを10個集めないと入れない所にいたあたり、それなりの実力者のようだ。しかしその後、ハイドレート復活の5番目の生け贄にされる。
『真説』では最終話のマルハーゲ同窓会に登場。
無限蹴人（むげん しゅうと）
声 - 福井美樹
必殺5忍衆の1人で、ボーボボ達をまとめて1人で相手にした少年。見かけはサッカー少年のようで村一番の昆虫博士。必殺技はカブトムシにスイカを与えて死なす事。熱血そうな見かけによらず、かなり冷めた性格の持ち主。武器は鎖鎌。彼曰くボールは飾りにして弁当箱（当然中身はぐちゃぐちゃ）。水色の髪で、赤眼。OVER城で生まれ育った。
最強モードのヘッポコ丸にレーシングカーではねとばされる。またヘッポコ丸に二回ボーボボ・首領パッチ・天の助と一緒に溶岩に突き落とされ、ヘッポコ丸を訴えるが二回とも敗訴している。
『真説』では最終話のマルハーゲ同窓会に登場。
3バカ文明（さんバカぶんめい）
登場する時は常に3人一緒で、ボーボボ達からはまとめて「3バカ文明」「3バカ忍者」と呼ばれる。忍の者ゆえ名が無かったが、戦闘中に黒子が持ってきた巻物によって、3人の名前を発表した。
OVER城内部のトイレコロシアムでボーボボ一行に挑むも3人ともどもボボパッチの助に敗北。その後、新皇帝決定戦に参戦。ボーボボと共闘し予選をクリアするも、ボーボボの理不尽な裏切りによってクリア直後に脱落した。
『真説』では東京マルハーゲ23区のネオ杉並区にある「永久監禁労働場」のコチョコチョエリアで、3人揃って血ヘドを吐くまでくすぐられていた。最終話では、同窓会には出ず3人で河原にいた。
黄河文明（こうがぶんめい）
声 - 岡本寛志
必殺5忍衆の1人。「黄河忍法（甲賀忍法）の使い手」。自らの汗に触れた物を凍らせる黄河忍法「氷結汗」（実は使用者本人も巻き添えを食う）とカーリング用のストーンの形をした爆弾を使う黄河忍法「カーリングアタック」を使う。ボボパッチの助の「M・T（マジで・タイム）」中の情報によれば、実は女。名前の由来は、黄河文明。
メソポタミア文明（メソポタミアぶんめい）
声 - 高戸靖広
必殺5忍衆の1人。額に「キミの心」と書かれたタコに似た姿をしている謎の生物。戦闘では様々なトラップを駆使する（OVER城3階のトラップも彼が作ったものである）名前の由来は、メソポタミア文明。
本名はタコ太郎（タコたろう）で、インダス文明の兄。主食がバターサンドとバターロールとバターという脂が濃い物ばかりな為、動物性油脂の取りすぎでメソポタミア文明の姿になっていたが、ボボパッチの助の「M・T（マジで・タイム）」によりメソポタミア文明の中から現れた。
インダス文明（インダスぶんめい）
声 - 高塚正也
必殺5忍衆の1人。乾電池のような容姿で、頭が開き、その中から犬が出てくる。口数は少ないがコンスタントにボケる。名前の由来は、インダス文明。
本名はとし郎（としろう）。兄はタコ太郎（メソポタミア文明）。

##### ハレクラニの配下
カネマール
声 - 小西克幸
電車の上で戦うのが得意な「電車一」を名乗る男。武器は「如意自在槍」（アニメではビームを発することもできた）。高速走行する電車の上でも体制を崩さず戦うことができる。ボーボボの「ライトニング鼻毛ボール」に敗れ、「電車一」の称号をボーボボたちに譲ったが、結局称号のたすきは捨てられていた。ボーボボの進入をハレクラニに報告しに行ったが、「使えない」と小銭に変えられてしまった。名前の由来は当時のボーボボ担当編集者の金丸から。
ナイトメア
声 - 遠近孝一
悪夢を現実にする「デス・ナイトメア（死の悪夢）」を使う。「ちびっ子エリア」で子供の姿になり真拳を使えなくなったボーボボ達を倒そうとしたが、子供のボーボボと首領パッチが融合した「不完全ボボパッチ」に敗れる。被っているヘルメットはサクサクして、腹持ちも悪くないらしい。背中に、「ガキ」と書いてある。
ヘル・キラーズ
ハレクラニ直属の幹部である3人（と言われていたが実際には3組）。
鮮血のガルベル（せんけつのガルベル）
声 - 岡本寛志
ハレクラニの部下「ヘル・キラーズ」の一員。意思を持つ爪を持つ。伸縮自在の爪を操る「獲物を狩りし爪（ハンティング・クロウ）」と、自身の爪を蛇に変えて襲わせる「暗黒大蛇牙（ダークネス・サーペント）」を使うが、ボーボボのアフロに住むネイリストやす子によって美に目覚めさせられた爪たちが戦意を無くし、技を封じられる。
最後はボーボボと天の助のW奥義「ところ鼻毛」に敗北。
T-500（ティーごひゃく）
声 - 大畑伸太郎
ハレクラニの部下「ヘル・キラーズ」の一員。あらゆる戦闘データをインプットしている。必殺技は両手に装備したガトリングガンを一斉掃射する「デスキャノン・リボルバー」。モデルは、T-800。首領パッチの奥義「しみったれブルース」に敗れる。小魚を食べることが日々の日課。原作では目に瞳が描かれておらず、左目にデータ測定用のレーダースコープが描かれている。アニメでは両目とも瞳が描かれており、左目に眼鏡型の装置を着けて測定している。
原作ではコートの色が白だが、重厚感を出すため、アニメでは黒になっている。
獄殺3兄弟（ごくさつさんきょうだい）
兄弟でボーボボたちに戦いを挑むが、鼻毛真拳奥義「聖鼻毛回転盤」の前に敗北。
覇王（はおう）
声 - 高戸靖広
ヘル・キラーズの一員で獄殺3兄弟の長兄。丸い頭に直接手足が生えた姿をしており、兄弟内では唯一彼だけ人の姿をしていないがかなり強い。「背承」という技を持つ。後に新皇帝決定戦に参戦するも、ハイドレート復活の3番目の生け贄にされる。『真説』では次男三男と共に最終話のマルハーゲ同窓会に登場。
旧毛狩り隊Qブロック隊長、覇凱王の子孫。
メガファン
声 - 加瀬康之
ヘル・キラーズの一員で獄殺3兄弟の次男。ツンツンした金髪の長髪で海賊のような格好をしている二枚目。かなり短気な性格だが、ツッコミがち。腐った牛乳の臭いで30分で相手を死に追いやるヘルズ・ガムを使う。他にもポイズンガムや、カットラスを武器として使う。
ビープ
声 - 菅沼久義
ヘル・キラーズの一員で獄殺3兄弟の三男。奇妙な形のかぶり物を常にかぶっているが、かぶり物の下はかなりの美形。ソフトンによくキレた。メガファンとキスをすることで「兄弟愛による体力回復」ができる。

#### 暗殺部隊
第1話の組織図によれば、「マルハーゲ四天王」の下に属し、「毛狩り隊総合本部」とは対等の関係である。
闇夜叉（やみやしゃ） / サンバマン
GBゲーム『ボボボーボ・ボーボボ 9極戦士ギャグ融合』での暗殺部隊隊長。

ねんちゃく
声 - 小野健一
暗殺部隊総隊長。テープを自在に操るSTOP真拳（ストップしんけん）の使い手。好戦的な性格で自分の決めた獲物以外には興味を示さない男。
マルハーゲ帝国次期皇帝決定戦でボーボボ達の実力を直々に計り、彼等を苦戦させるが最後には敗北。
キラリーノ
声 - 江川央生
暗殺部隊隊員。「ザ・ナイフ拳」の使い手。アヒルの頭がついたパンツ、タカシを穿いている（アニメでは放送コードの関係上レオタードを着用しており、タカシは頭にかぶっている）。森に入り込んだボーボボと対決するも、敗北する。学生時代は柔道部の主将。その後は邪血館編で再登場。ボーボボ一行を邪血館の中に誘い込むも、自分があらかじめ仕掛けられていた罠に引っ掛かり、自滅。
ゲーム版ではさらに出番が増加し、『9極戦士ギャグ融合』では5回もボスとして登場している（毎回ビュティがタカシを見つけ、その近くにいるキラリーノを見て驚愕するというオチが使われている）。また、この作品ではハレルヤランド行きの列車上でだけ、白鳥をかぶって登場した（この時本物のアヒルも登場したが、ビュティは度重なるトラウマゆえにアヒルを選ばず、ここでも引っかかった）。
タカシ
声 - 鳥海浩輔（乳児時代：野中藍）
暗殺部隊のユニフォームで、男の究極的に神聖な領域（股間）を守護している。アヒルとパンツの間に生まれた下ネタ的キャラ。
原作ではそのままパンツとして履かれていたが、アニメでは放送コードの関係上、キラリーノの頭の上にかぶられていた。

#### 最高幹部
第1話の組織図に登場しないが、「マルハーゲ四天王」よりも上位の存在である。
ギガ
声 - 関智一 / 龍谷修武（脱出!!ハジケ・ロワイアル）
ツル・ツルリーナ4世と対等である半独立国の帝王。

闇夜叉（やみやしゃ）
声 - 竹本英史
ゲーム版のオリジナルキャラクターであった元暗殺部隊隊長で、原作本編登場時には最高幹部となっていた。ドクロ真拳の使い手。侍のような格好をしている。一人称は「拙者」。
持っている瓢箪の中に入っている「ドクロ酒」を飲むと、顔つきが変化する。この動作は、ドクロ真拳奥義「夜叉変化」を発動する際にも行われる。アニメ版では飲酒表現の規制のためか「ドクロ汁」となっている。
次期皇帝決定戦でボーボボ達と激突し途中から夜叉に変化するが苦戦を強いられ真の姿サンバマンに戻るが、あえなく敗退。
アニメ化においては、髪の色以外がゲーム及び作者が最初に書いた彩色済みのイメージ絵に準拠している。
サンバマン
声 - 竹本英史
闇夜叉の真の姿だが仮の姿の性格に比べると性格がかなり陽気になる（変身後とのギャップをつける手法は、この作品によく見られる）。ディオのカーニバルのダンサーが頭につけている飾りが頭上にあり、ファイヤーダンサー、リンボーダンス等場を盛り上げるのに向いている特技を持っている。関西弁を話す。一人称は「ミー」。
アニメ化において、色がゲーム及び作者が最初に書いた彩色済みのイメージ絵に準拠している。胴体付近にある紐状の飾りは描かれなかった（漫画で主に登場した回に描かれなかったからだと思われる）。
闇夜叉・サンバマン共に元はGBAゲーム『ボボボーボ・ボーボボ 9極戦士ギャグ融合』のオリジナルキャラで、後に漫画の方に逆輸入された。作者によると、「本編開始当時は、暗殺部隊隊長であったが、ボーボボたちのおかげで昇進した」とされている。

#### 次期皇帝決定戦の番人
ツル・ツルリーナ4世が用意した次期皇帝決定戦の番人。マルハーゲ帝国の所属かどうかも含め、詳細は不明。
火鎖清十郎（ひぐさり せいじゅうろう）
声 - 私市淳
新皇帝決定戦のコース26「速攻の魔海底トンネル」の番人。
鎖を自在に操り、ビュティ、首領パッチ、宇治金TOKIOの前に立ち塞がるが、突如現れたハレクラニのゴージャス真拳奥義「デス100万$ウイング」で一円玉に変えられる。
必殺技は鎖を放つ「ギャラクシーチェーン」「プラネティック・チェーン」。
メンマ
声 - 中原麻衣
新皇帝決定戦のコース33「死のラーメン街道」の番人の女。ラーメン真拳の使い手だが戦闘は不得意。作者曰く「ラーメン真拳はラーメンを美味しくするためのもので戦闘用ではない」。あまりの美味しさに胃が破裂するラーメンを作る「美味破裂拉麺」という技を持つ。
ボーボボ、ヘッポコ丸とインダス文明、メソポタミア文明、黄河文明の三人組に「ラーメンを作り、相手にウマいと言わせたら勝ち。ただし回転卓で自分の前に運ばれた料理を残したら負け」というルールの「ラーメンバトル」を持ちかけ、苦戦させるが最後はボーボボの料理（餃子の皮でインダス文明を包んだもの）を食べることが出来ず負けを認める。

#### 教育係
ハイドレートの教育係。マルハーゲ帝国の所属であるかどうかは不明。
地雷ダンディ（じらいダンディ）
地雷の姿をした、魚雷ガールの父。円盤真拳の使い手。故人。ハイドレートが7歳の時（23年前）に教育係を命じられ、8年間無理やり足の裏真拳を教えた。なお、当時の年齢は地中35年である。ハイドレートが8年の修行を終えて足の裏真拳を会得した時点（15年前）で魚雷ガールによって解体させられるが、ハイドレートが闇の世界に追放される瞬間（10年前）に再登場、ツルリーナ4世を攻撃しようとしたハイドレードを闇の世界に叩き込んだ。この時魚雷ガールの攻撃を受けて爆発するも、その後、犬にくわえられているところを目撃されている。これらのことから正確な死亡時期は不明。
死後はハジケリスト墓場の獄門長を務めており、一度死んだボーボボに力の源である地雷玉を渡す事で100%ボーボボにパワーアップさせ生き返らせた。また自らもボーボボの「毛の覇轜袈（ハジケ）『エクストラ・ダンディ』」としてビービビ戦に参戦を果たした。
魚雷ガール（ぎょらいガール）
地雷ダンディの娘でハイドレートの教育係。当時5歳。

### 3世世代
100年前、当時弱小国だったマルハーゲ帝国をたった4日で大帝国にのし上げ、その後コールドスリープに付いていたが復活した、当時のマルハーゲ帝国の一員たち。単に「旧マルハーゲ帝国」とも。「4世世代」と異なり四天王などはおらず、皇帝の直下が毛狩り隊（旧毛狩り隊）である。その代わり、A・Bブロック隊長はツル・ツルリーナ3世と並んでマルハーゲ三大権力者と呼ばれる。名目上、ツル・ツルリーナ4世は彼らに従っていた。最終的にツル・ツルリーナ3世を含む全員がボーボボ達に敗れ、散り散りとなった。
ツル・ツルリーナ3世
声 - 置鮎龍太郎
マルハーゲ帝国第3代皇帝。4世とは特に血縁では無い模様。
肉体を破壊する真紅の手品真拳（レッド・マジックしんけん）と、精神を破壊する青藍の手品真拳（ブルー・マジックしんけん）の2つの真拳を使う歴代最強の皇帝。
真の姿に戻るために毛の王国の人間の体内に存在する毛力（パワー）の源である毛玉を欲し、毛の王国の生き残りを狙っていた。極度の人間嫌いで人間をゴミ呼ばわりする反面、皇帝である自分を至高の存在だと信じて疑わない。ボーボボたちと激戦を繰り広げるが、ボーボボと首領パッチごと毛玉を取り込んだため天の助にファイティング苦学生と呼ばれる姿になったため失敗し、超絶奥義の前に敗北。以降、コンバット・ブルースと行動を共にする事が多い（コンバット・ブルースを相手に、ツッコミをしたこともある）。
後に毛玉を奪う為にコンバット・ブルースと共に新・毛の王国に現れる。ボーボボに敗れ満身創痍のビービビから毛玉を奪い取り、背中に4本のアームが付いた鎧を着た姿になった。
『真説』では「ネオマルハーゲ帝国」を創り上げ、毛狩り隊改めケガリーメンたちを支配下においている。「善滅丸（ぜんめつがん）」を使いネオマルハーゲ帝国を超最強軍団に変える「Zプロジェクト」（Z計画）を進行。続いて自分の部下以外の真拳使いを皆殺しにすることを民衆に伝え、宣戦布告する。その後、ボーボボとの戦いに敗れ、最終的に「オレは何度でも蘇る」という言葉とビービビの毛玉を残して消滅した。最終奥義の際に体中に突起がはえ、腕が4本になるなど、人間離れした姿になるが、これが真の姿かは不明。
なお、三大王とIXEXに真拳狩りを行うよう命じる際に「9極戦士（ボーボボ組の主要メンバー9人）をより多く殺した部隊はオレの直属部隊に昇格する」と言ったり、部下のイカ忍軍団に「カゲの世界」にいる9極戦士のカゲを見つけ出すことを命じたりするなど、かつて自分を倒した9極戦士の存在を危険視する一方で重要視している。
アニメで3世を演じた置鮎は単行本18巻の「声優インタビュー」にボーボボ役の子安・首領パッチ役の小野坂とともに登場している。ただし、掲載時点ではアニメに3世が登場する前だったため、ビュティからなぜ出ているのかとツッコミを受けている。

#### 旧毛狩り隊
3世世代の毛狩り隊。
下記の2人は、最初によみがえった隊員たち。クリムゾンたちにより裏マルハーゲ帝国の12人の生贄の1人にされるが、解放後にはハイドレートたち裏マルハーゲ帝国がボーボボたちを倒すことを期待して自ら生贄になったという趣旨の発言をしている。設定上は、3世の側近である最高幹部の模様。
隊員・1
声 - 藤本たかひろ
旧毛狩り隊隊員の男。武器はナイフ。4世に全く気取られずに接近したかなりの実力者だが、最後まで出番はなかった。ハイドレート復活の8番目の生け贄にされている。
隊員・2
声 - 岡本寛志
旧毛狩り隊隊員。見かけはおにぎり型の頭に手足が生えたような可愛らしい生き物。オクトパスカルを焼いて食べようとした。ハイドレートの生贄候補に挙がっていることからかなりの実力者のようだが最後まで出番はなかった。ハイドレート復活の7番目の生け贄にされている。

### 施設など
アイツ・ハゲ・タワー
毛狩り隊Cブロック基地。ボーボボ達によって壊滅した。

メルヘンチック遊園地
毛狩り隊Aブロック基地である、ボーボボ達が育てた遊園地。ボーボボ達によって壊滅し廃遊園地となる。その後、ネオ毛狩りランドMAXによって潰された。

ポマードリング
軍艦の基地である空中要塞。プップーシティの上空に浮いていたが、軍艦が誤って墜落ボタンを押してしまい墜落した。

OVER城（オーバーじょう）
OVERの基地で、外見は江戸城のような和風の城。マルハーゲ帝国滅亡後も健在である。

ハレルヤランド
ハレクラニの基地で、ハレクラニが経営する遊園地。ボーボボ達によって壊滅した。マルハーゲ帝国滅亡後は別の土地に新しいハレルヤランドを再建している。

ネオ毛狩りランドMAX（ネオけがりランドマックス）
ツルリーナ4世が3世世代の旧毛狩り隊のために用意した闘技場である遊園地。メルヘンチック遊園地の上に降ってきて潰してしまった。一般客は普通にいる。
次期皇帝決定戦
新皇帝決定戦とも。マルハーゲ帝国で50年に一度行われる王位争奪戦。参加資格は毛狩り隊の中でも隊長・幹部クラスのみ（旧毛狩り隊も含む）。資格なき者は今回の場合、ボーボボ一行を倒して実力を証明しなければならない。
今回ツルリーナ4世が用意した新皇帝決定戦は、まずエジプトの入口から入り、それぞれの番人が護るコースを抜けて日本にある会場に到着する必要がある。会場での一時予選はバッチ争奪「殺し合いバトルロイヤル」。実力者ごとに金・銀・銅の順にバッチの取得者が発表される。ルールは金・銀・銅のバッチをどれでも良いから合計10個集め、百の闘技場を備えた「ブラック・マウンテン」の山頂にある風雲マルハーゲ城（アニメではマルガリータ城）に日没までに辿り着いた者が一次予選クリアというもの。ボーボボ達も参加し城まで辿り着いたのだが、ハイドレート率いる闇の勢力が大会に乱入した為大会は中止になってしまい、ツルリーナ4世との決着も無しになってしまった。

## 裏マルハーゲ帝国
4世世代のマルハーゲ帝国に逆らった者達が築いた第三勢力。新皇帝決定戦に乱入してマルハーゲ帝国を一時的に乗っ取るが、ボーボボ一行に倒されて崩壊した。

## ネオマルハーゲ帝国
「ネオ・マルハーゲ」とも。マルハーゲ帝国壊滅より1年（『真説ボボボーボ・ボーボボ』）、真の力を得たツルリーナ3世が築いた新たな帝国。旧マルハーゲ帝国よりも強大な力を持つ。3世世代同様に四天王はいないが、代わりにネオマルハーゲ三大王と呼ばれる三強がいる。ツルリーナ・エリートアカデミーが2年以上前から存在するため、3世世代のコールドスリープ中から「ネオマルハーゲ」として活動を始めていたことがわかる。
『真説』第1話の組織図によれば、皇帝の直下に「ネオマルハーゲ三大王」が、「ネオマルハーゲ三大王」の下に「ケガリーメン総合本部」と「渡辺さん」（未登場）があり、「ケガリーメン総合本部」の下に「ケガリーメンA〜Gブロック」が属している。さらに、「ケガリーメンA〜Gブロック」の下に「暗殺部隊」「ラーメン工場」「ケガリーメンH〜Zブロック」があり、「ラーメン工場」の下に「有名ラーメン店」と「宣伝部」が存在する。

### 皇帝・側近
キングツルリーナ3世
声 - 置鮎龍太郎
ネオマルハーゲ帝国最終皇帝。

世の中ナメ郎（よのなか ナメろう、ツル・ツルリーナ5世）
『真説』から登場。
ボーボボたちが破壊したケガリーメン養成学校「私立ラーメン高校（ハイスクール）」の生徒で1-B在籍の出席番号45番。
舌を自在に操るレロレロ真拳の使い手。
イケメンの少年で常にやる気がなく、気だるそうな雰囲気を発しており「うぜぇ」が口癖。性格は無愛想でぶっきらぼうで協調性無し。
ボーボボを「ボボ八（ぱち）」と呼ぶ（ボーボボが初対面で名乗った偽名)。その名の通り世の中をナメており、他人が案山子（かかし）にしか見えない程日常に退屈しきっていたが、潜入捜査の為教師に扮して潜り込んだボーボボだけは案山子に見えず困惑する。レロレロ真拳を使いボーボボに対抗、彼を苦戦させる。
現ネオマルハーゲ帝国の隊長レベルの実力者で、その力はいずれネオマルハーゲ三大王の席（ポスト）を約束されていた程だった。激闘の末ボーボボから仲間に誘われるが、その誘いも三大王の席も蹴ってボーボボに敵対する道を選んだ。聖スパゲッティ学園ではバブウに歯向かい、最初は優勢だったが徐々に形勢不利になり、挙句の果てには弱者扱いされ、ブチ切れた際に当人も気付かない潜在力を発揮、バブウを追い詰めた。学園崩壊後はボーボボたちと行動を共にするようになるが、本人いわく「ボーボボを利用しているだけに過ぎない」という。
ポコミに「ナメっち」と呼ばれ懐かれているが、ナメ郎自身は彼女が苦手。だがその反面とても大事に思っており、彼女を帝国に誘ったり彼女に危害を加えた相手に対し激怒するほど。
『エリートアカデミー編』で、真Eブロック総隊長であったツルビーニャを殺害。その際にツルリーナ3世直系の血縁者であることが発覚した（生まれた時に真なる力と記憶を封印されたため、本人もそれまで自分の正体を知らなかった）。この後はツルビーニャによって封印を解かれたことで帝王真拳を使用可能に（しかし、それまで使っていたレロレロ真拳は使わなくなった）。
二度目の激闘でボーボボのグループを抜けて、敵対する事を宣言。圧倒的な力でボーボボたちを追い詰めるが、真説ボーボボの真説・鼻毛真拳極奥義「ゲナハ・ラッシュ」によって倒され、額に傷を負わされた。しかし乱入したジョブスの脳伝達回路（シナプス）真拳奥義「空間認識の書」で3世の元へ連れて行かれる。
その後は数ヶ月の特訓を経て、バブウの後釜としてネオマルハーゲ三大王の座を得た。ボーボボと三度目の対戦をした時には正式な第5代皇帝ツル・ツルリーナ5世になっており、額に傷とVの字があった状態だった。
三度目の激闘の末にボーボボに敗れた後は別れを告げ、自分の進むべき道を探すためにどこかへと消えて行った。
なお、以前にハイドレートも第5代皇帝ツル・ツルリーナ5世を名乗ったことがあるが、僭称皇帝とみなされているためか、歴代には数えられていない。
コンバット・ブルース
声 - 竹本英史
元・旧Eブロック隊長。3世の側近。

ガ王（ガオウ）
3世のペット。

### ネオマルハーゲ三大王
バブウ
蒼の尖鋭兵団を率いるネオマルハーゲ三大王の1人。
赤ん坊の格好をし、幼い子供の口調で話すが一応普通にしゃべれる。冷酷、残虐な性格。
赤ん坊の玩具を操り、相手を玩具に変えるベビー真拳の使い手。
「私立聖スパゲッティ学園」を拠点にヘッポコ丸や生徒達を実験台とし、悪の心を開放する強化薬「善滅丸」を製造。
また、「第01研究所」（だいゼロイチけんきゅうじょ）にて善滅丸の実験データを元に6人の精鋭をA〜Fブロックの真の総隊長に君臨させるため強化人間に改造するという、「善滅丸」を使いネオマルハーゲ帝国を超最強軍団にする「Zプロジェクト」を遂行していた。ヘッポコ丸がケガリーメンに入隊し、ボーボボ達と敵対する事となった直接の原因。
実は人間ではなくアンドロイドで、ボーボボとナメ郎に追い詰められるも、首だけ分離させ逃亡した。その後は「第01研究所」に戻り「仮ボディ」を装着し、真隊長たちを目覚めさせた。ナメ郎が三大王に相応しい力を身に付けてからは3世の命令通り彼に三大王の地位を譲り、総合研究所で最高傑作であるB・B（ブラック・ボーボボ）の目覚めを待ち続けていたが、元部下だった柊の命令で来た邪ティに倒され、凍結された。
なお、コミックス『真説』7巻の書き下ろし漫画で、3世の命でB・Bと邪ティを1年かけて育てていたことが判明した。
紫龍炎かまら（しりゅうえん かまら）
黒賭博騎兵衆を率いるネオマルハーゲ三大王の1人。
パッチボボの物質ハジケ融合のように、動物と無機物を融合させるアニマルMIX真拳の使い手。
長髪の青年だが、その正体は超巨大な竜そのものの竜の子であり、万物の王たる竜王。
竜になる際はモンスーという可愛らしい姿に変身する（このモンスーは龍の覇気を体内に入れるための仮の入れ物であるが、龍に変身した後も頭上に現れ、本体の代わりにしゃべる）。
東京マルハーゲ23区の「黒賭博娯楽エリア」を統治。自身はネオ豊島区のネオ池袋ステーションを拠点としており、ネオマルハーゲ帝国の乗り物と交通ルートを全て取り仕切っている。破天荒のカギ真拳の弱点（無機物には無効、遠距離攻撃手段が乏しい）を始めとした相手の特徴を即座に見抜くなど、知力も高い。
黒賭博騎兵衆を倒された怒りを晴らすため、ビュティと田楽マンを生贄にし、5台の電車を全て止めなければ生贄が轢かれる「螺旋アリジゴクデス・コースター」でボーボボ一行と対決。残った電車2台が生贄を轢く直前で乱入したヘッポコ丸の首輪が外れ、最強モードとなったヘッポコ丸のハート型オナラ爆弾で倒される。
B・B（ブラック・ボーボボ）
白幻死装徒を率いるネオマルハーゲ三大王の1人。
ブラック鼻毛真拳の使い手。
姿形がボーボボに酷似していて、バブウが全研究データを注ぎ込んだ最高傑作である。
見た目はボーボボだが、服と髪が黒く肌も濃い褐色。おまけに、ボーボボよりバカな一面もありる。
ボーボボを倒し、自分が本物のボーボボになることを企む。
バブウ総合研究所の巨大グラスのバイオ液の中で活動停止中だったが、柊のバブウ抹殺の命令を受けてやって来た邪ティの妨害により巨大グラスの中を脱出し、東京マルハーゲ23区の中枢部でボーボボたちと対峙する。
一時はボーボボを吸収してジェミニボーボボとなり、首領パッチと戦うも、怒んパッチの「怒雷蜂」で吸収を解かれ、最後は真説ボボパッチの助によって倒される。
正体が不明のまま連載終了したが、読者の要望でコミックス『真説』7巻で書き下ろされた短編において、表の世界のカゲ達がランダムに住む「カゲの世界」の出身で、イカ影が半年の捜索の末に邪ティと共に発見し、バブウが1年かけて育てたことが判明している。
柊（ひいらぎ）
IXEXの1人。元は蒼の尖鋭兵団のリーダー。
自分をネオマルハーゲ三大王にするようツルリーナ3世に進言し、その結果、ボーボボ一行に倒された紫龍炎かまらに代わってネオマルハーゲ三大王の座に着き、黒賭博騎兵衆に代わる新たな勢力「赤の笑撃遊隊（あかのしょうげきゆうたい）」を築いた少年。
爆笑漫才真拳の使い手でジョブスによると相方を募集していた。
奥義自体はかなりふざけているが、ギガをあっさり倒すなどその実力は本物である。ハジケリストの頂点に立つキングオブハジケリストの一人で、第77回キングオブハジケリスト・エキスパート大会の優勝者。普段は爆笑漫才真拳を使ってハジける強者。だが、その本性は着ぐるみの下にスクール水着（胸に穴が空いたもの）を着ている変態である(どこかライスに似ているが変態度は遥か上を行っている)。
性格も直属の部下のジョブスとポルストロイを内心力量不足と思っていたり、元上司のバブウ抹殺を邪ティに依頼するなど冷酷な一面も持つ。ネオ新宿区でB・B、邪ティと共にバトルステージ「決死の爆笑ハジケ塔（タワー）」を展開し、ボーボボたちと対峙するが、怒んパッチの「怒雷蜂」で内臓を破壊され、最後は真説ボボパッチの助によって倒された。
敗北後、お口チャックしていたが、ボーボボと首領パッチによって3世の居場所を白状させられた。

### IXEX
三大王の側近としてそれぞれ3人ずつの超親衛隊（蒼の尖鋭兵団・黒賭博騎兵衆・白幻死装徒）がおり、彼ら9人はIXEX（ナインエキスパート）と総称されている。
蒼の尖鋭兵団（あおのせんえいへいだん）
バブウを頂点とし、その下に柊、ポルストロイ、ジョブスの付いた部隊だったが、三世の命により、バブウの三大王の座はナメ郎に渡された。真拳狩りではサイバー都市を担当。
その後、バブウは、B・Bを操ろうと計るも、柊・邪ティ・ブーメランパンツ丸に計画を阻止されてしまう。
柊（ひいらぎ）
IXEXの1人で、蒼の尖鋭兵団のリーダー。

ポルストロイ
IXEXの蒼の尖鋭兵団の1人。
当初はバブウの善滅丸で強化された真Cブロック総隊長だった。
悪魔真拳（デビルしんけん）の使い手。
荒々しくかなり短気な性格で手が出やすい。
IXEXで唯一ナメ郎のことを快く思っておらず、認めてないからと蹴りまくっていたが、ジョブスに指がめり込んで血が出るほどの力で首を絞められ、やっと蹴るのを止めている。
ツルリーナ3世の命でジョブスと共にツルリーナ・エリートアカデミーにいるナメ郎を迎え、ジョブスに2分だけという条件付きでボーボボに挑み、善滅丸の力で悪魔の翼を生やしたヴァンパイア・ポルストロイに変貌するが、ボーボボのゲナハ・キャノンの前に敗れる。
後に柊、ジョブス、ナメ郎とともにサイバー都市を襲撃する。
ジョブス
IXEXの蒼の尖鋭兵団の1人。
ポルストロイと共にナメ郎を迎えに来た、元ツルリーナ・エリートアカデミー特別戦闘教官（ポコミいわく、教官の中でもかなりの切れ者で怖い人）。
本を使った脳伝達回路真拳（シナプスしんけん）の使い手。
常に冷静であまり感情を表に出さず、ポルストロイとは違いナメ郎を認めており、敬意を払っている。
かまらが倒され、黒賭博騎兵衆が壊滅した時は帝国の力関係が乱れることを危惧していた。ボーボボたちとは戦っていないことから本人の実力は不明。台詞は全てゴシック体。
黒賭博騎兵衆（くろとばくきへいしゅう）
紫龍炎かまらを頂点、黒賭博娯楽エリアを拠点とし、その下にチンチロ姫・雨水・案内屋のグラさんが指揮する部隊。真拳狩りでは軍艦を担当した。
コミックス5巻によると、黒賭博と言いつつチンチロ姫しかギャンブルをしていないのは展開が単調になると思ったからとのこと。
チンチロ姫（チンチロひめ）
IXEXの黒賭博騎兵衆の1人。
ネオ板橋区を拠点とし、副番人のパチ玉家出ボーイと番人のエンジェル777を部下に持つ。
賭博好きで、サイコロ博打真拳を使いサイコロ及びギャンブル系の力を武器に戦う。
人生はギャンブルと同じ、生きるか死ぬかの世界だと考えている。
美しいその容姿からネオ・マルハーゲでの人気は高く、ファンクラブまで存在する。
普段は部隊名通りの黒服だが、戦闘時はサイコロ博打真拳超奥義「桜花円舞武装」で振袖に着替える。バトルステージ「正念場の半丁スタジアム」で、負けた相手の仲間の魂をサイコロに変えるサイコロ博打真拳超奥義「ギャンブルの死神王・マーフィン」によるギャンブル勝負でボーボボらを一時は追い込むも、ハンペンとボーボボの作戦に敗れ、激昂して賭博勝負を放棄し部下2人と合体したチンチロ夜叉姫となって襲いかかる。最後は真説鼻毛真拳マル秘奥義 聖鼻毛領域（ボーボボ・ワールド）で敗北。
雨水（うすい）
IXEXの黒賭博騎兵衆の1人。
ドロロン忍者真拳の使い手で忍者系の技を使用する。
ネオ北区の忍者屋敷「黒ハットリ城」を拠点とする。チンチロ姫がボーボボに敗れた後ボーボボの所に行こうとしたが、隊員が城(正確には雨水の椅子)に潜伏していたソフトンに気づかなかった為に足止めを食らい、ボーボボたちが彼の元に現れた。
彼の部下の中には『魔人探偵脳噛ネウロ』の登場人物である至郎田正影がおり、無理矢理ドーピング料理を食べさせられそうになっていた。
忍具ブキブキ☆大忍ステージで強力な忍術と忍具を駆使してボーボボと激闘。鳥獣王・巨大変化の術で巨大化したことで優勢に立ち、パッチボボをも圧倒するが、パッチボボがパワーアップしたパパパーパ・パーパパチに敗北。
この戦いを見ていた柊は戦いが終わった時、雨水が死去したことを思わせる台詞を口走っていたが、かまらがやられた後で、黒賭博騎兵衆が3人でいる描写があり、生きていることが分かる。
案内屋のグラさん（あんないやのグラさん） / 黄泉への案内屋〝裁きの〟GURAさん（よみへのあんないや さばきのグラさん）
IXEXの1人で、黒賭博騎兵衆のリーダー（ただし、案内図では3番目に表示されている）。
地獄裁判真拳の使い手。
彼の武器である剣「ヘル・ジャッジ」は伸縮自在で魂のみを狙える。普段は「案内屋のグラさん」という名のスキンヘッドの大柄の男の姿をしているがそれは仮の姿で、「黄泉への案内屋〝裁きの〟GURAさん」が彼の真の姿。
ネオ足立区の永久監禁労働場で帝国が捕らえた真拳使いを奴隷として強制労働をさせており、反逆した軍艦、スズ、ギガの攻撃で真の姿になり、彼らを一蹴。巨大なステージ「ドクロ黒法廷」で死刑執行人のヴィク鳥ー・ファイターとカツオ谷ふみ夫を加え、ポコミ、首領パッチ、天の助と対決。
空に餓鬼が出てくる地獄への入り口を作り、自分達の攻撃を裁きとし、与えたダメージの大小によって相手に最大十匹の餓鬼を付け、二十匹餓鬼が付いた相手を永遠に死の世界をさまよう死神にする「地獄裁判」で優位に立つ。しかし地獄裁判の実態は地獄の入口がGURAさん自身の胃の中で(よってGURAさん自身は中に入れない)、餓鬼は相手の動きを封じるだけの役割で、身動きの取れなくなった相手を胃液で消化し、死神にするという仕組みをポコミに見抜かれ、3人の合体超奥義「花火蜂」で地獄裁判を破られ、ポコミの超奥義「マジカル百鬼夜行☆」で敗北。
白幻死装徒（はくげんしそうと）
B・B（ブラック・ボーボボ）を頭とする白装束の軍団。
結局顔や名前も明らかにされないままネオマルハーゲ帝国は壊滅したが、本人たちは気にせずマックにいった。
真拳狩りでは裏マルハーゲ四天王を担当。
赤の笑撃遊隊（あかのしょうげきゆうたい）
黒賭博騎兵衆壊滅後、新たにネオマルハーゲ三大王の座に着いた柊により作られた軍団。
邪ティ（ジャティ）
柊が助っ人として呼んだ、ビュティに瓜二つの謎の少女。
氷のツッコミ真拳の使い手で、ひたすらボケ倒して相手のボケを誘導し、そこをツッコミ殺す戦法をとる。
B.Bとボーボボのように、見た目はビュティだが髪も服（服装は第1部のもの）も黒という黒ずくめ。
性格はビュティと違い冷酷だが、戦闘中などでツッコミをしたり、柊が自分の下着を着ていたことを暴露したことに嫌気がさし、警察に通報しようとするなどとビュティと似たような行動をとることがある。
バブウいわく「偽者」で、一年前にB・Bと共にツルリーナ3世によって『カゲの世界』から連れ出され、バブウによって鍛えられた。ネオ新宿区で柊、B・Bと共にボーボボたちと対峙するが、真説ボボパッチの助によってやられる。
連載終了後も正体は不明だったがコミックス『真説』7巻の書き下ろしで「カゲの世界」にいた。なお3世は9極戦士全員分の影を集めるつもりだったという。
ブーメランパンツ丸（ブーメランパンツまる）
自我のある手足の生えたセクシーパンツ。
極上パンツ真拳の使い手。
かつて柊に命を助けられたことがあり、柊のことを「柊のアニキ」と呼ぶ。邪ティの腰や頭にくっついては怒られる。巨大化し、カラスを括ることで乗り物にもなれるがパンツ故に足場が無く非常に乗りにくい。
柊が彼を餌に釣りをした所、ポセイドン(海の神様)が釣れるという、とんでもない事になった。
柊、邪ティをネオ新宿区に運んで以降は出番が無い。

### 東京マルハーゲ23区
東京そのものがツルリーナ3世の巨大要塞都市へと改造されたもの。
大きく3つのエリアに分かれており、それぞれのエリアは23区の交通を管理する紫龍炎かまらの力により封鎖されているため行き来することは出来ない。劇中では北西部の黒賭博娯楽エリア以外のことはほとんど明かされなかった。
地図を見る限りでは、南西部が蒼の尖鋭兵団、東部が白幻死装徒、中心部が皇帝の管理するエリアであったようである。
コッチン野郎（コッチンやろう）
「東京マルハーゲ23区行き電車」の電車長。
姿は手足はあるが、目覚まし時計そのもの。
ボーボボたちが福井県の海岸にある魚雷ガールの道場での修行後、なぜか福井にある三ノ輪駅から乗った電車にいる。ボーボボ達を倒そうと思いきやボーボボに首領パッチとところ天の助と一緒に外に追い出され、足が短い為に歩幅が足りず、電車に潰されてしまう。
ネオ毛狩り隊（ネオけがりたい）
ネオケガリーメンに変わって登場したネオマルハーゲ帝国の兵隊で、東京マルハーゲ23区を護るための戦闘員。
「東京マルハーゲ23区行き電車」で輸送されていた。制服は4世世代の毛狩り隊と同じだが、アレンジしている者もいる。
中には23区精鋭兵もいるが、外見は一緒。チンチロ姫FUNクラブもいる。
黒賭博娯楽エリア（くろとばくごらくエリア）
マルハーゲ三大王の一人、紫龍炎かまらがボスとして黒賭博騎兵衆と共に統治するエリア。
ネオ練馬区、ネオ北区、ネオ板橋区、ネオ足立区、ネオ杉並区、ネオ中野区、ネオ豊島区で構成されている。
各地に捕らえた真拳使いの「永久監禁労働場」が存在し、ネオ杉並区のコチョコチョエリアでは3バカ文明が監禁されていた。
ネオ練馬区
番人であるJOY名人が管理する区。
JOY名人（ジョイめいじん）
ネオ練馬区番人で、ボーボボ一行が東京マルハーゲ23区で始めた戦った相手。
なつかしTOY真拳（なつかしおもちゃしんけん）の使い手。
チャッピーという名の可愛いチワワを連れているが、実は「チワワ殺法」を使う凶暴な犬。
23区の番人の中ではトップクラスの実力者であり、真拳使いであることや敗れた後に兵士がチンチロ姫に救援を求めたことからもそのことがうかがえる。首領パッチ・天の助・破天荒の合体超奥義 飛雷銃（ひらいがん）により、敗れ去る。
剣・舞（つるぎ まい）
ネオ練馬区副番人。
ガラスの80年代で、「スーパーアイドル殺法」の使い手。
首領パッチと天の助の炎の70年代に敗れ去る。ローラースケートを履いた一昔前のアイドルのような格好をしている。つい壊れやすいものばかり集めてしまう。
カードッス50（カードッスごじゅう）
ネオ練馬区副番人。
カードダスの姿をしている。
自分でガチャってカードを出すことで、カードに書かれた事を使用出来る能力をもつ。
カードを3枚捻り出す裏朱雀や中身を全国の教頭先生カードにされるなどの攻撃に敗れる。
ネオ板橋区
IXEXの黒賭博騎兵衆の1人、チンチロ姫が管理する区。
エンジェル777（エンジェルスリーセブン）
ネオ板橋区番人。
スロットの頭部にタキシード姿。背中に白い翼を持つ。チンチロ姫に仕えている。
パチ玉家出ボーイ（パチたまいえでボーイ）
ネオ板橋区副番人。
パチンコ玉の姿をしており、語尾に「タマ」を付ける。チンチロ姫に仕えている。
サドラレール、湯上りシャンプーキッド（ゆあがりシャンプーキッド）、目薬冴子（めぐすり さえこ）
ネオ板橋区偵察部隊で、アシスタントが真拳使い募集の作品例として考えたキャラクター。
サドラレールは一輪車真拳、湯上りシャワーキッドはシャンプー真拳、目薬冴子は目薬真拳の使い手。
ボーボボ達の前に現れたが、首領パッチに「失敗作」と言われる。
ネオ北区
IXEXの黒賭博騎兵衆の1人、雨水が管理する区。拠点は忍者屋敷「黒ハットリ城」。
竜騎士アリストアル（りゅうきしアリストアル）
ネオ北区番人。
竜騎士なのでジャンプ攻撃を得意とする。雨水と3狩リアを組むが、2回空高くジャンプ(しかも選択肢が｢逃げる｣)しただけで何もしていなかった。
至郎田正影（しろた まさかげ）
声 - 大塚明夫
雨水がスペシャルゲストとして呼んだ『魔人探偵脳噛ネウロ』の登場人物。

『ボーボボ』の作中ではDCS真拳（ドーピングコンソメスープしんけん）の使い手になっていた。
上記から、ビュティにやり過ぎだよ！作者さんもここまでとは思ってないよ！などとツッコミまれていた。
ネオ足立区
IXEXの1人で、黒賭博騎兵衆のリーダー、案内屋のグラさんが管理する区。
真拳使いの永久監禁労働場「強制労働施設 地下監禁牢獄場」があり、軍艦、スズ、ギガ、田楽マンが監禁されていた。
ヴィク鳥ー・ファイター（ヴィクとりー・ファイター）
ネオ足立区・ドクロ黒法廷の死刑執行人で、読者によって考えられたキャラクター。
見た目はバビロン界の案内人に似ており、鳥頭でパンツ一丁である。
ヴィク鳥ー真拳の使い手。
背中の翼で空を飛ぶことができる他、パンツの星を押すことで第二形態「ヴィク鳥ーファイター2（セカンド）」に変身することができる(一頭身の丸いニワトリに細い足が生えた姿)。
カツオ谷ふみ夫（カツオだに ふみお）
ネオ足立区・ドクロ黒法廷の死刑執行人で、読者によって考えられたキャラクター。
頭と下半身が魚で、「魚屋トシちゃん」と書かれたエプロンを着用している。語尾に「ギョン」を付ける。
フィッシュ真拳の使い手。
魚なので水中を自由自在に移動することができる他、ヴィク鳥ー・ファイターとの協力技をもつ。
ネオ豊島区
紫龍炎かまらが直接管理する区。
拠点は「ネオ池袋ステーション」。
MIXアニマル
紫龍炎かまらの「3重MIXかまら4神獣機兵団」で生み出されたMIXアニマル。
スー
組み合わせは九頭ヘビ×キングライオン×バイク。お尻に蛇を生やした人型のライオンの姿をしている。必殺技は奥義「獅子千尋砲」。ポコミに倒される。
チリ
組み合わせはタンク×北極グマ×マウンテンゴリラ。大柄なゴリラのロボット版のような姿。天の助を圧倒するも、駆けつけたハンペンにハンペン衝の一撃で倒される。
ライ
組み合わせはペリカン×インパラ×戦艦ナギ。頭はペリカン、胴体が戦艦。ビュティを馬鹿にしてソフトンの怒りを買い、何の見せ場もなく倒される。
マー
組み合わせはマッサージチェア×カワウソ×おばあちゃん想い。首領パッチをマッサージで戦意喪失させるが、ヘッポコ丸に電車ごと吹き飛ばされる。

### ケガリーメン
毛狩り隊に代わる新たな毛狩り部隊。
制服はスーツに変更されており、毛狩りの代わりにTPR（ツルッパゲラーメン）を行う。TPR（ツルッパゲラーメン）とは、毛狩りによってボーズになった頭に、接着剤でラーメンを永久に貼り付ける行為。略してパゲメン。
第1話の組織図では「ケガリーメンA〜Gブロック」は他のブロックより格上であるはずだが、1年間A〜Fブロックを治めていたネオ隊長は真隊長が目覚めるまでの仮の隊長に過ぎない。真A・B・Dブロック隊長は登場しておらず、誰であったのかは不明。
東京マルハーゲ23区が出来てからはケガリーメンに変わりネオ毛狩り隊が登場している。
私立聖スパゲッティ学園（しりつせいスパゲッティがくえん）
帝国の中でも選りすぐりのエリート校。
その実態はバブウの薬物実験施設。バブウはここで「善滅丸」の開発をし、またこことは別の「第01研究所」にて6人の精鋭を真のA〜Fブロック総隊長にするべく強化人間に改造していた。 
ヘッポコ丸（ヘッポコまる）
ネオAブロック隊長。
聖スパゲッティ学園のバブウの元でボーボボを待ち受けていた。

B3（バブウスリー）
聖スパゲッティ学園を支配する超大金持ちの3人組。
単にB3（ビースリー）とも。いずれも国を動かす程の大富豪の息子で、逆らったら最後、権力と金の力で確実に自殺に追いやられる。
ネオAブロック隊長であるヘッポコ丸のことは「ヘッポコ丸様」と呼ぶ。
食パンちゃん（しょくパンちゃん）
B3（バブウスリー）のリーダー。
食パンの頭をしており、「食パンちゃん様」「食パン様」と呼ばれる。
パン真拳を操る。真拳名と裏腹に強い真拳である。
本人によると、焼かれてもトーストになるだけでダメージは無いらしい。
強敵で、自分を勝ち組と称し庶民を負け組と見下す傲慢な性格だが、実は使用済みの使い捨てカイロを体に貼り付け、ボロいトランクスを穿き、見せびらかしていた札束もニセ札という貧乏人だった。3年前に彼がこうなった経緯があるらしいが、話す前にガ王に一蹴されたため不明。
ボーボボ達との戦いに敗北して化けの皮を剥がされ、ボーボボにヘッポコ丸の居場所を教えて自分もバブウの元に駆け寄るも、最後はバブウに人形にされ（正確にはナメ郎のレロレロ真拳によって、バブウの攻撃を受ける盾にされた）、こんな人形は要らないと首を引きちぎられて死亡した。
統堂院（とうどういん）
B3（バブウスリー）の一人。
初登場時のテロップは「統堂院様」。金と権力にすがっており、よそ者を貧乏者や負け組と見下したりビュティに「三回まわってワン」と言えば床に落とした金をすべてやると言うなど卑劣な男。権力を武器に生徒をけしかけるなどしてボーボボに挑むが、あっけなく敗北。
シュバルツ・ベッケンバウアー
B3（バブウスリー）の一人。
箱を組み合わせたような外見のロボット。語尾に「っス」をつける。
腹部に時価5千兆円で幻の感動恋愛ドラマ「冬のめぐり哀」のDVD-BOXを収納していたが、登場人物はボルトやナットの機械部品ため、ボーボボに酷評された挙句にDVDを叩き割られ、代わりにインスタントラーメンを入れられて大破してしまう。
私立ラーメン高校（しりつラーメンハイスクール） / ネオCブロック
ネオCブロックの拠点。
渋谷にある普通の高等学校を装っているが、実はケガリーメン養成学校。
ポルストロイ
真Cブロック総隊長。
目覚めたのは私立ラーメン高校や聖スパゲッティ学園の壊滅後。

ペペペビッチ
ネオCブロック隊長であり私立ラーメン高校の理事長でもある。
「9時だヨ!」と書かれた覆面を被り、底に時計がついたブーツを履いている。ラーメン高校がボーボボに潰された後、ナメ郎をバブウに就かせボーボボを倒させる為、ナメ郎を聖スパゲッティ学園へ送り込む。その後、真Cブロック総隊長ポルストロイが目覚め、Cブロック総隊長の座を守るために彼に挑むも、「バンパイア・セイバー」で一瞬で血を吸われぐにゃぐにゃになり、見捨てられるシーンで終わるが、直に死ぬと称されていた為、死亡したと思われる。
タンス
ネオCブロック副隊長。
辮髪で語尾に「ザンス」を付ける。
ネオDブロック基地の様子を見に行ったところをガ王のコアラ骨法にやられる。
校長
私立ラーメン高校の校長。
ボーボボの真説・鼻毛真拳奥義「お前もいっけー」でナメ郎の頭にたたき込まれる。
ネオDブロック
ネオDブロック基地。
新宿駅から電車で少し行ったところにある巨大な高層ビル。
いちごぷりん
ネオDブロック隊長。
ライオンを飼っている。ボーボボの真説鼻毛真拳 赤毛（トゥモロー）であっけなく倒された。ちなみにライオンはガ王に噛み付いて大量出血させていた。
ハゲメント
ネオDブロック副隊長。
ビュティをパゲメンしようとしたがボーボボに瞬殺された。
ツルリーナ・エリートアカデミー / 真Eブロック（しんイーブロック）
帝国最高峰の幹部養成学校。
校舎は富士山麓アカデミーハイランドという遊園地の山頂にある。
超過酷なカリキュラムのため、過去にはポコミ、ナメ郎、ツルビーニャの3人しか卒業できていない。
ポコミの入学が2年前のため、少なくともそれ以上前からネオマルハーゲの施設として存在する。
遊園地の遊具（アトラクション）は生徒を鍛えるための闘技道具であり、夜になると月夜に映えし死の遊園地「ミッドナイト・デスカンパニー」となる。
のちに目覚めたツルビーニャが真Eブロック総隊長となったため、真Eブロックの拠点として登場。
ツルビーニャ
真Eブロック総隊長。
ツルリーナ3世と同じく、真紅の手品真拳の使い手。
第1部の3世のものと同じ服装をしている。
ナメ郎・ポコミとはアカデミーからの同期で、自分を押し退け生徒達の頂点に立ったナメ郎を激しく憎んでいた。アカデミーの山頂へナメ郎を連れ去り、ナメ郎の封印を｢ゲルバルド開封｣で解くが逆に一瞬で返り討ちに遭い死亡。
実は『真説』より16年前、生まれたばかりのナメ郎が「100年ぶりの禍々しいオーラを纏った子」と呼ばれ、「闇の一族」の長老たち（ツルビーニャの父親がその一人）により封印されるところを目撃していた。
アカデミー四天王
ズノウ
真Eブロック副隊長でありアカデミー四天王のリーダー。
眼鏡をかけた真面目そうな男子で、名前通りかなりの頭脳派。ボーボボ達を倒す為の作戦も時間をかけて練っていた。
様々な方向から急激な重力がかかるジェットコースター「ブラック・サイクロン」の上でボーボボ達と対決。善滅丸の力を集約してボーボボや天の助の真拳を封じたり、魔こう騎神ズノウ（まこうきしんズノウ、こうは門構えに光という実在しない字）にパワーアップしてポコミを追い詰めるが、怒んパッチの「怒雷蜂」に敗れる。
メル
アカデミー四天王の一人。
大きなリボンをつけた女子。怒んパッチの「真説タケノコソード」に敗れる。
技名として「メル・ギブソン」がある。
ぶっ飛びニャンコ大臣（ぶっとびニャンコだいじん）
アカデミー四天王の一人。
ネコ人間。怒んパッチの「真説タケノコソード」に敗れる。
爽快スポ恋メロンBOY（そうかいスポこいメロンボーイ）
アカデミー四天王の一人。
メロン頭で、額に「メロー」と書かれている。怒んパッチの「真説タケノコソード」に敗れる。
ぶっ飛びニャンコ大臣と爽快スポ恋メロンBOYは、怒んパッチに倒された直後に名前が明らかになった（その際、天の助に『名前ダサっ』と突っ込まれた）。
ゲル
ツルリーナ・エリートアカデミーの生徒
バブウの命令を受け、ボーボボに敗れたポコミを始末しに来たが、ボーボボ一行に圧倒され、最終的にはポコミに敗れる。
ユキダル
ツルリーナ・エリートアカデミーの生徒。
名前通りに雪だるまのような格好をしていて、サングラスをかけ、葉巻をくわえている。
ゲルと同じく、ポコミを始末すべく名古屋城に来たが、あっという間にボーボボに酒をかけられて食べられた。そのため、台詞は一言も無い。
ジョブス
元ツルリーナ・エリートアカデミー特別戦闘教官。

真Fブロック（しんエフブロック）
拠点は名古屋城。
ポコミ
人質を装っていたが、実はカプセルから目覚めた真Fブロック総隊長。ヘッポコ丸の実妹。

名古屋兄弟（なごやきょうだい）
Fブロック真隊長名古屋カクオウザン（兄）と、真副隊長名古屋サカエ（弟）の兄弟。
しゃちほこ真拳の使い手。
名古屋城を拠点とし、名古屋弁で話す。
ポコミを人質にし、名古屋城屋上でボーボボ一行と対決するも、敗北。
カプセルから目覚め、ネオFブロック隊長を倒して真の隊長になったと言っているが、実はポコミの部下であり、ダミーの隊長であった。
名古屋A級グルメ四人衆（なごやエーきゅうグルメよにんしゅう）
手羽先（てばさき）
名古屋兄弟専属お庭番「名古屋A級グルメ四人衆」の一人。
名古屋兄弟に一蹴された天の助にとどめを刺そうとするが、駆けつけたボーボボ一行に瞬殺された。
ひつまぶし
A級グルメ四人衆の一人。
釜を被り、ウナギを首に巻きつけた四人衆1の巨漢だが出べそ。
必殺技は「死の名古屋名産クラッシャー」。
ミソカツ
A級グルメ四人衆の一人。
小柄な少年。天の助に味噌をかけていた。
天娘（てんむす）
A級グルメ四人衆の一人。紅一点。
エビフライの髪飾りに網タイツを履いた侍風の女性。刀が武器。
ネオ暗殺部隊
旧マルハーゲ帝国の暗殺部隊は四天王直属の組織であったが、ネオマルハーゲ帝国の暗殺部隊は「ケガリーメンA～Gブロック」よりも下位の組織である。
横浜ジョー（よこはま ジョー）
ネオ暗殺部隊隊員。
アンデッド真拳を使う。
大量のゾンビ兵団を操るが、実は自身もゾンビであった。
「わくわくゾンビの部屋」というサイトを開設していたが、墓から変えられたハッカー達に潰されている。
首領パッチに会いに来たボーボボ達を襲撃し、首領パッチを倒したボーボボにとどめをさされるが、ついでであった。
白銀のモグ（はくぎんのモグ）
ネオ暗殺部隊隊員。
爪を武器に戦うモグラ。
大量のクロコダイルを率いるが、部下から見れば普通に捕食対象である。
地下に落ちたビュティとガ王を襲うが、クロコダイルを「黒子ダルイ」に変えられ、最後は地底湖の主マンボウの口の中でガ王がコアラ骨法をしようした事で敗北。